# Мерказ-Яэль
Мерказ-Яэль (ивр. מרכז יעל‎) — общинное поселение в Израиле.

## География
Он расположен в юго-восточной части интенсивно возделываемой земледельческой долины Изреэль, на высоте 73 метра. К западу от деревни проходит Нахал Гильбоа.
Поселение расположена в 30 км к юго-западу от Тивериадского озера, в 25 км к западу от реки Иордан, примерно в 6 км к югу от города Афула, примерно в 72 км к северо-востоку от центра Тель-Авива и примерно в 40 км к юго-востоку от центра Хайфы.
Поселение находится в 5 км к северу от зелёной линии, отделяющей Израиль от Западного берега реки Иордан. Этот район был отделен от Западного берега в начале XXI века израильским барьером безопасности.

## История
Поселение была основана в 1960 году в рамках программы по заселению района Таанах. Оно сформировало региональный центр для близлежащих сообществ Празон, Авиталь и Мейтав.
Название «Мерказ-Яэль» было вдохновлено Яэлью (Суд. 4:17), героем битвы против Сисары в Книге Судей и женой Хевера Кенита, в честь которого названо другое местное поселение поблизости (Мерказ Хевер). Эта битва произошла в соседнем регионе.

## Экономика и инфраструктура
Экономика основана на сельском хозяйстве и сфере услуг. В Мерказ-Яэль есть оздоровительный центр с реабилитационным центром, универсальный магазин и механическая мастерская.
Жители зарабатывают на жизнь сельским хозяйством и малым бизнесом.

## Население
По данным Центрального статистического бюро Израиля, население на начало 2020 года составляло 32 человека.
Большинство жителей поселения — евреи.

## Образование и культура
В селе есть детский сад и начальная школа. Детей старшего возраста доставляют в среднюю школу в Афуле. В селе есть культурный центр с библиотекой, спортивным залом и футбольным полем.